# Arrondissement de Freiberg

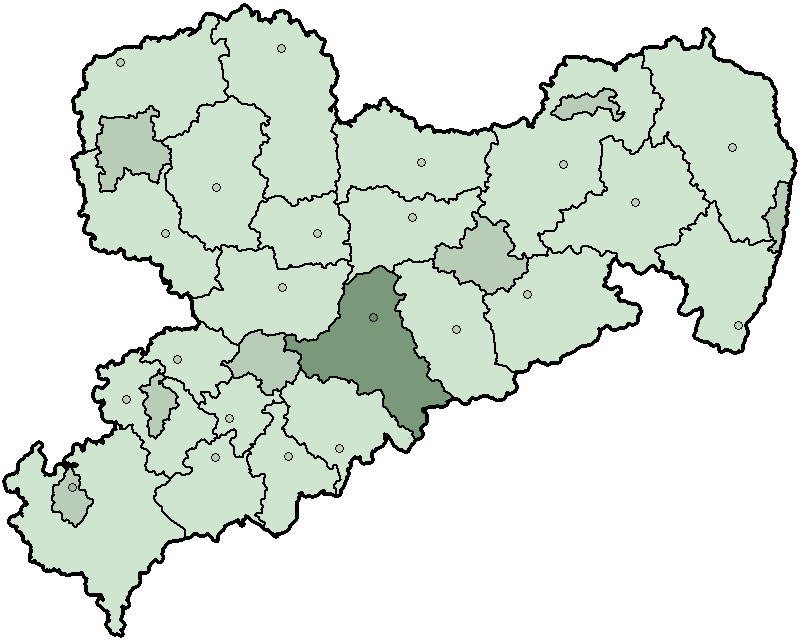
Localisation de l'ancien arrondissement en Saxe

L'arrondissement de Freiberg était un arrondissement (« Landkreis » en allemand) de Saxe (Allemagne), dans le district de Chemnitz de 1994 à 2008. Son chef lieu était Freiberg. Il fut regroupé avec d'autres arrondissements le 1er août 2008 selon la réforme des arrondissements de Saxe de 2008.

## Situation géographique
L'arrondissement de Freiberg (Landkreis Freiberg) est situé au sud du Land de Saxe au district (Regierungsbezirk) de Chemnitz. Il a des limites à l'arrondissement des Monts-Métallifères-Centrals (Mittlerer Erzgebirgskreis) au sud-ouest, à la ville-arrondissement Chemnitz à l'ouest, aux arrondissements de Mittweida, Meißen et Weißeritz au nord, au nord-est et à l'est, ainsi qu'à la région tchèque de Karlovy Vary (Karlovarský kraj).

## Histoire
Il fut créé le 1er août 1994  par fusion des anciens arrondissements de Brand-Erbisdorf, Flöha et Freiberg.

## Communes
L'arrondissement comprend 26 communes, dont 8 villes : 
| Communes                   | Population du 30 sept. 2005 |
| -------------------------- | --------------------------- |
| Augustusburg, ville        | 5.237                       |
| Bobritzsch                 | 4.696                       |
| Brand-Erbisdorf, ville     | 11.283                      |
| Dorfchemnitz près de Sayda | 1.797                       |
| Eppendorf                  | 4.806                       |
| Falkenau                   | 2.071                       |
| Flöha, ville               | 10.835                      |
| Frankenstein               | 1.208                       |
| Frauenstein, ville         | 3.282                       |
| Freiberg, ville            | 43.336                      |
| Gahlenz                    | 903                         |
| Großhartmannsdorf          | 2.877                       |
| Großschirma, ville         | 6.128                       |
| Halsbrücke                 | 5.612                       |
| Hilbersdorf                | 1.461                       |
| Leubsdorf                  | 3.962                       |
| Lichtenberg/Erzgeb.        | 3.015                       |
| Mulda (Saxe)               | 2.967                       |
| Neuhausen/Erzgeb.          | 3.271                       |
| Niederwiesa                | 5.292                       |
| Oberschöna                 | 3.725                       |
| Oederan, ville             | 7.097                       |
| Rechenberg-Bienenmühle     | 2.330                       |
| Reinsberg                  | 3.270                       |
| Sayda, ville               | 2.218                       |
| Weißenborn/Erzgeb.         | 2.738                       |

### Communautés d'administration communales (Verwaltungsgemeinschaften)
- Flöha
chef-lieu Flöha, autre commune : Falkenau
- Freiberg
chef-lieu Freiberg, autre commune : Hilbersdorf
- Lichtenberg/Erzgeb.,
chef-lieu Lichtenberg/Erzgeb., autre commune : Weißenborn/Erzgeb.
- Oederan
chef-lieu Oederan, autres communes : Frankenstein et Gahlenz
- Sayda
chef-lieu Sayda, autre commune : Dorfchemnitz près de Sayda

## Villes et Communes
(nombre d'habitants en 2007)
| Städte 1. Augustusburg (5.152) 2. Brand-Erbisdorf (11.087) 3. Flöha (10.492) 4. Frauenstein (3.253) 5. Freiberg (42.897) 6. Großschirma (6.084) 7. Oederan (7.913) 8. Sayda (2.180) Verwaltungsgemeinschaften - Verwaltungsgemeinschaft Flöha mit den Mitgliedsgemeinden Falkenau und Flöha - Verwaltungsgemeinschaft Freiberg mit den Mitgliedsgemeinden Freiberg und Hilbersdorf - Verwaltungsgemeinschaft Lichtenberg/Erzgeb. mit den Mitgliedsgemeinden Lichtenberg/Erzgeb. und Weißenborn/Erzgeb. - Verwaltungsgemeinschaft Oederan mit den Mitgliedsgemeinden Frankenstein und Oederan - Verwaltungsgemeinschaft Sayda mit den Mitgliedsgemeinden Dorfchemnitz und Sayda | Gemeinden 1. Bobritzsch (4.621) 2. Dorfchemnitz (1.785) 3. Eppendorf (4.721) 4. Falkenau (2.040) 5. Frankenstein (1.208) 6. Großhartmannsdorf (2.807) 7. Halsbrücke (5.572) 8. Hilbersdorf (1.427) 9. Leubsdorf (3.905) 10. Lichtenberg/Erzgeb. (2.957) 11. Mulda/Sa. (2.874) 12. Neuhausen/Erzgeb. (3.204) 13. Niederwiesa (5.237) 14. Oberschöna (3.679) 15. Rechenberg-Bienenmühle (2.278) 16. Reinsberg (3.247) 17. Weißenborn/Erzgeb. (2.723) |